# Mañeru
Mañeru település Spanyolországban, Navarra autonóm közösségben. Mañeru Artazu, Guirguillano, Cirauqui, Mendigorria és Puente La Reina községekkel határos. Lakosainak száma 450 fő (2024).

## Népesség
A település népessége az elmúlt években az alábbi módon változott:
| Lakosok száma | 366  | 382  | 359  | 389  | 427  | 436  | 419  | 434  | 423  | 450  |
|               | 2001 | 2004 | 2006 | 2009 | 2011 | 2014 | 2016 | 2019 | 2021 | 2024 |